# Horst Gerhard Haberl
Horst Gerhard Haberl (* 28. Oktober 1941 in Graz) ist ein österreichischer Artdirector, Kulturjournalist, Kurator, Festivalintendant und Hochschulprofessor. Er lehrte von 1992 bis 2004 an der Hochschule der Bildenden Künste Saar und war von 1993 bis 2002 ihr Rektor.

## Studium und frühe Projekte
Haberl studierte von 1960 bis 1967 Kunstgeschichte und Philosophie an der Universität Graz, ohne das Studium abzuschließen. Von 1967 bis 1973 war er Mitarbeiter und Kurator an der Neuen Galerie Graz. 1969 gründete Haberl gemeinsam mit Richard Kriesche und Karl Neubacher die Kunstproduzentengruppe „pool“, die bis 1976 bestand und die Publikation „pfirsich“ herausgab.

## Wirken als Artdirector, Kurator und Kulturjournalist
Von 1969 bis 1984 zeichnete Haberl als Artdirector und Leiter der internen „Abteilung Zukunft“ für die Werbung der Modemarke Humanic verantwortlich, die von österreichischen Avantgarde-Künstlern wie Otto M. Zykan oder H. C. Artmann gestaltet wurde und breite Resonanz in der Öffentlichkeit hervorrief. 1981 erhielt Humanic dafür den Staatspreis Werbung. Parallel dazu, von 1973 bis 1984, leitete Haberl die von Humanic gegründete „galerie H – Interdisziplinärer Kommunikations- und Ausstellungsraum für zeitgenössische Kunst“ in Graz. Haberl blieb Humanic bis 1995 als Consultant verbunden.
Von 1978 bis 1980 kuratierte Haberl die „Internationale Biennale für Graphik und Visuelle Kunst“ an der Wiener Secession.  Haberl war außerdem Mitglied im Programmkomitee des Kunstfestivals Steirischer Herbst und zeichnete als Kurator für mehrere Ausstellungen verantwortlich, z. B. „Körpersprache – Body language“ (1973), „Kunst als Lebens-Ritual“ (1974) oder „Mythen der Zukunft“ (1984).
1984 wechselte Haberl zum Journalismus. Er wurde Ressortleiter für Kultur bei der österreichischen Tageszeitung Kleine Zeitung in Graz. Diese Funktion hatte er bis 1988 inne.

## Intendanz beim Steirischen Herbst
1989 wurde Haberl Intendant des Festivals Steirischer Herbst. Er stellte das Programm unter den Überbegriff „Eine Nomadologie der Neunziger“. Gemeinsam mit dem Philosophen Peter Strasser, der Kuratorin Cathrin Pichler und dem Journalisten Werner Krause positionierte er den Steirischen Herbst als „Festival der Gegenwartskultur“. Unter Haberls Intendanz fielen unter anderem Theater-Uraufführungen von Botho Strauß, Werner Schwab und Urs Widmer sowie die Uraufführung von Beat Furrers Oper „narcissus“ (1994). Zu den theoretischen Publikationen des Festivals steuerten Autoren wie Vilém Flusser, Peter Sloterdijk und Franz Schuh Essays bei. Haberl leitete das Festival bis 1995.

## Lehrtätigkeit
Bereits in den 1970er-Jahren leitete Haberl Seminare für Medienkunst beim Europäischen Forum Alpbach. Noch während seiner Festivalintendanz in Graz wurde er 1992 an die Hochschule der Bildenden Künste Saar in Saarbrücken berufen, wo er Kunstvermittlung und Designtheorie lehrte. Diese Professur hatte er bis zu seiner Emeritierung 2004 inne.
Von 1993 bis 2001 stand Haberl der HBK Saar als Rektor vor.

## Auszeichnungen
- 1981 Staatspreis Werbung für die Humanic-Kampagne
- 2006 Hanns-Koren-Kulturpreis des Landes Steiermark

## Publikationen (Auswahl)
- Horst Gerhard Haberl und Gottfried Biedermann (Hrsg.): die barocken wilden. Katalog zur Ausstellung in der Alten Galerie Graz im Rahmen des Steirischen Herbst 1983. Droschl: Graz 1983
- Horst Gerhard Haberl, Vilém Flusser und Peter Strasser (Hrsg.): Auf, und, davon. Eine Nomadologie der Neunziger. Droschl: Graz 1990
- Horst Gerhard Haberl und Peter Strasser (Hrsg.): Nomadologie der Neunziger. steirischer herbst Graz 1990 bis 1995. Cantz: Ostfildern 1995
- Horst Gerhard Haberl und Angelika Schulz (Hrsg.): 10 Jahre HBKsaar. HBK Saar 1999
- Horst Gerhard Haberl und Daniel Hausig (Hrsg.): die künstliche natur des lichts. ein transmediales projekt der hochschule der bildenden künste saar. Fischer Druck: Saarbrücken 2002
- Horst Gerhard Haberl: Virtual Residency. International call for a mass migration to the model house Europe. Verlag HBK Saar: Saarbrücken 2008, ISBN 978-3-9812208-0-3.